# Molise zászlaja
Molise zászlaját 1976. augusztus 30-án fogadták el. A zászló kék alapon a tartomány vörös, átlós fehér csíkkal kettéosztott címerpajzsát ábrázolja. A pajzs bal felső sarkában elhelyezkedő csillag 1608, Molise Nápolyi Királysághoz való csatlakozása óta szerepel a jelképben. A címerpajzs alatt a régió neve helyezkedik el a zászlón, félkörívesen felírva. A zászló oldalainak aránya 2:3.